# Them (álbum)
Them es el tercer álbum de estudio de la banda de heavy metal King Diamond, publicado el 18 de julio de 1988, por el sello discográfico Roadrunner Records. El álbum fue producido por el propio King Diamond.
"Them" es el primero de dos álbumes conceptuales, de ficción, acerca de King y la enfermedad mental de su abuela, el segundo de estos es Conspiracy.
La narración de la historia inicia cuando King cae dentro de una horrible descendencia de locura debido a su abuela y de las voces en "House of Amon" (casa embrujada).

## Argumento
La historia comienza con un joven King, su madre y hermana dando la bienvenida a la abuela quien viene de un asilo mental. Esa noche, King investiga extrañas voces y descubre a su abuela tomando el té, pero las tazas y la tetera flotan en el aire. Su abuela al percatarse de la presencia de este, le envía inmediatamente a su cama.
En otra ocasión, la abuela despierta a King y le dice que le hablará acerca de Amon, beben una taza de té, y la abuela se dirige a la habitación de su hija, (madre de King), mientras ella duerme le hace un corte en la mano y coloca la sangre en una de las tazas. Luego, las voces de la casa empiezan a afectar a King como si se tratase de una droga.
La hermana de King, Missy, trata de convencerlo de que deberían de hacer algo para ayudar a su madre, quien se halla inconsciente bajo "un" poder, pero el juicio de King está nublado por su alterado estado, él se rehúsa a pedir ayuda y corta la línea telefónica. 
Mientras siguen tomando té, Missy interrumpe y expresa furiosamente lo que piensa acerca del estado de su madre y rompe la tetera; en respuesta asesinan a Missy con un hacha quedando solo en pequeños trozos de su cuerpo, estos son llevados a la cocina para ser cocinados. King despierta del trance, y huye de la casa, pero no escapa de sus visiones de los sucesos transcurridos.
King, decide atacar a su abuela, pero sabe que no podrá con ella si se encuentra dentro de la casa, así que planea como atraerla hacia afuera, y logra matarla.  
A pesar de eso, las voces de Amon continúan acosando al joven King que es interrogado por la policía y encerrado en un asilo. Años después, es liberado y regresa a buscar a su abuela para descubrir que las voces de Amon continúan vivas.

## Lista de canciones
| N.º | Título                    | Escritor(es)           | Duración |  |
| 1.  | «Out From The Asylum»     | King Diamond           | 1:44     |  |
| 2.  | «Welcome Home»            | Diamond                | 4:36     |  |
| 3.  | «The Invisible Guests»    | Diamond                | 5:04     |  |
| 4.  | «Tea»                     | Diamond                | 5:14     |  |
| 5.  | «Mother's Getting Weaker» | Diamond, Andy LaRocque | 4:01     |  |
| 6.  | «Bye, Bye Missy»          | Diamond                | 5:06     |  |
| 7.  | «A Broken Spell»          | Diamond, LaRocque      | 4:08     |  |
| 8.  | «The Accusation Chair»    | Diamond                | 4:20     |  |
| 9.  | «"Them"»                  | Diamond, LaRocque      | 1:55     |  |
| 10. | «Twilight Symphony»       | Diamond                | 4:08     |  |
| 11. | «Coming Home»             | Diamond                | 1:12     |  |

| Versión remasterizada bonus track |                        |              |          |  |
| N.º                               | Título                 | Escritor(es) | Duración |  |
| 12.                               | «Phone Call»           | Diamond      | 1:38     |  |
| 13.                               | «The Invisible Guests» | Diamond      | 5:19     |  |
| 14.                               | «Bye, Bye Missy»       | Diamond      | 4:48     |  |
| 53:29                             |                        |              |          |  |

## Integrantes
- King Diamond - vocalista, teclado
- Andy LaRocque - guitarrista
- Pete Blakk - guitarrista
- Hal Patino - bajista
- Mikkey Dee -baterista
- Roberto Falcao - teclista

## Personal adicional
- Torbjorn "Toby" Jorgensen - Ilustrador Portada